# Alan Warren
Alan Kemp Warren (* 13. Dezember 1935) ist ein ehemaliger britischer Segler.

## Erfolge
Alan Warren nahm an den Olympischen Spielen 1972 in München und 1976 in Montreal mit David Hunt in der Bootsklasse Tempest teil. Mit 34,4 Punkten belegten sie 1972 im Olympiazentrum Schilksee in Kiel den zweiten Platz hinter den sowjetischen Olympiasiegern Walentin Mankin und Witalij Dyrdyra und vor den US-Amerikanern Glen Foster und Peter Dean, womit sie die Silbermedaille gewannen. Vier Jahre darauf kamen sie nicht über den 14. Platz hinaus.